# Sebastian Krimmer
Sebastian Krimmer (* 21. Juni 1990 in Backnang) ist ein deutscher Kunstturner.
Sebastian Krimmer ist Sportsoldat und lebt in Backnang. Er startet für MTV Stuttgart und wird von Waleri Belenki und Uwe Billerbeck trainiert. Seine Spezialgeräte sind der Barren und das Pauschenpferd. Krimmer war schon als Junior erfolgreich. Bei den Jugend-Europameisterschaften 2008 in Lausanne gewann er mit der Mannschaft die Bronzemedaille und wurde zudem bei den deutschen Juniorenmeisterschaften Titelträger am Pauschenpferd.
Krimmer wechselte 2009 zu den Männern in den Leistungsbereich. Bei seinen ersten Weltmeisterschaften in London wurde er 23. am Barren und 26. am Pauschenpferd. 2010 gewann er mit Philipp Boy, Fabian Hambüchen, Thomas Taranu, Eugen Spiridonov und Matthias Fahrig in der deutschen Mannschaft in Rotterdam bei den Weltmeisterschaften die Mannschafts-Bronzemedaille hinter den Teams aus China und Japan. Bei einem Weltcup in Doha belegte er am Pferd den zweiten Platz. Erfolgreich verliefen die Einzel-Europameisterschaften 2011 in Berlin. Am Pauschenpferd erreichte er den fünften Rang. Die Weltmeisterschaften 2011 in Tokyo brachten einen sechsten Rang mit der Mannschaft, im Einzel-Mehrkampf erreichte er nur den 226. Platz. Auch bei den Europameisterschaften 2012 in Montpellier wurde Krimmer mit der Mannschaft Sechster, am Barren Achter.
National nimmt Krimmer ebenfalls seit 2009 an Wettbewerben teil und wurde bei den deutschen Meisterschaften Neunter im Mehrkampf. Ein Jahr später wurde er schon Vizemeister am Pauschenpferd, 2011 am Barren und 2012 erneut am Pauschenpferd. Zudem wurde er 2012 Dritter am Barren und dem Reck. Aufgrund seiner Leistungen bei der nationalen Olympiaqualifikation, bei der er beim ersten Wettkampf den ersten und beim zweiten Wettbewerb den dritten Rang belegte, wurde er für die Olympischen Spiele in London nominiert.